# Язиково (Благоварський район)
Язико́во (рос. Языково, башк. Языков) — село, центр Благоварського району Башкортостану, Росія. Адміністративний центр Язиковської сільської ради.
Населення — 6368 осіб (2010; 5918 в 2002).
Національний склад:
- татари — 39 %
- башкири — 32 %